# Madeline Montalban
Madeline Montalban, née Madeline Sylvia Royals le 8 janvier 1910 et morte le 11 janvier 1982, est une astrologue et magicienne cérémoniel anglaise. Elle cofonde l'organisation ésotérique connue sous le nom d'Ordre de l'Étoile du Matin (OMS), à travers laquelle elle propage sa propre forme de luciférisme.
Née à Blackpool, Lancashire, Montalban déménage à Londres au début des années 1930, se plongeant dans la sous-culture ésotérique de la ville et, influencée par l'hermétisme, elle apprend elle-même la magie cérémonielle. Elle s'associe à d'importants occultistes, notamment des Thélémites comme Aleister Crowley et Kenneth Grant, et des Wiccans comme Gerald Gardner et Alex Sanders. De 1933 à 1953, elle publie des articles sur l'astrologie et d'autres sujets ésotériques dans le magazine London Life (en), puis jusqu'à sa mort dans le magazine national Prediction. Ceux-ci sont accompagnés de plusieurs livrets sur l'astrologie, publiés sous divers pseudonymes, notamment Dolores North, Madeline Alvarez et Nina del Luna.
En 1952, elle rencontre Nicholas Heron, avec qui elle noue une relation. Après avoir déménagé à Southsea dans le Hampshire, ils fondent l'OMS sous forme de cours par correspondance en 1956, enseignant aux abonnés leurs propres rites magiques. Considérant Lucifer comme une divinité angélique bienveillante, elle croit que le luciférisme a ses origines dans l'ancienne Babylone et encourage ses disciples à contacter les êtres angéliques associés aux corps planétaires pour faciliter leur développement spirituel. Après la fin de sa relation avec Heron en 1964, elle retourne à Londres, continuant à propager l'OMS. Elle s'installe dans le quartier de St. Giles, où elle devient connue dans la presse sous le nom de « La Sorcière de St. Giles ». Elle décède d'un cancer du poumon en 1982.
Ayant refusé de publier ses idées dans des livres, Montalban est largement oubliée après sa mort, même si l'OMS continue de fonctionner sous une nouvelle direction. Sa vie et son œuvre sont mentionnées dans divers textes occultes et études historiques sur l'ésotérisme au cours des décennies suivantes ; une courte biographie de Julia Philips est publiée par la librairie Atlantis en 2012.

## Biographie

### Jeunesse: 1910-1938
Madeline Sylvia Royals est née le 8 janvier 1910 à Blackpool, Lancashire,. On sait peu de choses sur sa jeunesse, qui coïncide avec l'implication de la Grande-Bretagne dans la Première Guerre mondiale, même si elle semble avoir eu des relations tendues avec ses parents. Son père, Willie Royals, est agent d'assurance, tandis que sa mère, Marion Neruda Shaw, est la fille d'un tailleur d'Oldham. Willie et Marion se marient le 28 juin 1909, suivi de la naissance de leur fille unique sept mois plus tard. Au début de sa vie, elle est atteinte de polio, ce qui lui vaut une jambe flétrie et une boiterie à vie. Alitée pendant toute la durée de sa maladie, elle lit de la littérature pour se divertir, appréciant les œuvres d'Edward Bulwer-Lytton, H. Rider Haggard et E. T. A. Hoffmann. Elle lit également la Bible dans sa jeunesse, devenant particulièrement amoureuse des textes de l'Ancien Testament, et est convaincue qu'ils contiennent des messages secrets, un thème qui devient un principe central de ses croyances lucifériennes ultérieures.
Au début des années 1930, elle quitte Blackpool et s'installe dans le sud de Londres. Ses raisons ne sont jamais expliquées de manière satisfaisante et elle offre plus tard des récits multiples et contradictoires de son raisonnement. Selon un récit, son père l'envoya étudier avec le célèbre occultiste et mystique Aleister Crowley, qui a fondé la religion de Thelema en 1904 ; la biographe de Montalban, Julia Philips, note que même si elle rencontre Crowley à Londres, cette histoire reste invraisemblable. Un autre récit de Montalban indique qu'elle déménage à la capitale pour travailler pour le journal Daily Express ; cette affirmation n'a jamais été corroborée, et l'une des journalistes du journal de l'époque, Justine Glass, affirme ne pas se souvenir que Montalban y ait jamais travaillé. Montalban change souvent ses histoires et informe plus tard son disciple Michael Howard qu'à son arrivée à Londres, le Daily Express l'a envoyée interviewer Crowley. Selon cette histoire, lorsqu'elle lui rend visite pour la première fois dans son logement de Jermyn Street, il souffre d'une crise d'asthme et, ayant eu l'expérience de cette maladie auprès d'un membre de sa famille, elle peut l'aider, gagnant ainsi sa gratitude. Ils se rendent ensuite au Café Royal de Regent Street, où après leur déjeuner, il révèle qu'il n'est pas en mesure de payer, laissant Montalban s'occuper du paiement.
Bien que ses propres récits de la rencontre initiale ne soient pas fiables, Montalban rencontre Crowley, embrassant la scène occulte de la ville. Ayant un profond intérêt pour l'ésotérisme occidental, elle lit beaucoup sur le sujet et apprend elle-même la pratique de la magie plutôt que de rechercher l'instruction d'un professeur. Elle s'intéresse particulièrement à l'astrologie et écrit en 1933 son premier article sur le sujet pour le magazine London Life (en), intitulé « The Stars in the Heavens (« Les Étoiles dans le Ciel ») ». Son travail continue à être publié dans ce magazine jusqu'en 1953, période pendant laquelle elle utilise différents pseudonymes : Madeline Alvarez, Dolores del Castro, Michael Royals, Regina Norcliff, Athene Deluce, Nina de Luna et la plus connue, Madeline Montalban, qu'elle créé sur la base du nom d'une star de cinéma qu'elle aime, l'acteur mexicain Ricardo Montalbán.

### Mariage et vie à Londres: 1939-1951
À la fin des années 1930, Montalban vit sur Gray's Inn Road dans l'arrondissement de Holborn. En 1939, elle épouse le pompier George Edward North à Londres. Ils ont une fille, Rosanna, mais leur relation se détériore et il la quitte pour une autre femme,. Elle informe ensuite ses amis que pendant la Seconde Guerre mondiale, George a servi dans la Royal Navy alors qu'elle servait dans le Women's Royal Naval Service (WRNS), bien que de telles affirmations n'aient jamais été corroborées. Gerald Gardner, fondateur de Gardnerian Wicca — connu pour ses histoires peu fiables — affirme qu'il a rencontré Montalban pendant la guerre, alors qu'elle portait un uniforme du WRNS, et qu'à l'époque elle travaillait comme « voyante personnelle et conseillère psychique » de Lord Louis Mountbatten. Diverses personnes qui la connaissent disent qu'elle avait en sa possession une photo floue encadrée de Mountbatten avec une femme qui lui ressemble,.
Elle continue à publier des articles sous divers pseudonymes dans London Life et, à partir de février 1947, est responsable d'une chronique astrologique régulière intitulée « You and Your Stars (« Vous et Vos Étoiles ») » sous le nom de Nina del Luna. Elle entreprend également d'autres travaux et, à la fin des années 1940, Michael Houghton, propriétaire de la librairie ésotérique Atlantis de Bloomsbury, lui demande d'éditer un manuscrit du roman de Gardner High Magic's Aid, qui se déroule à la fin du Moyen Âge et qui met en vedette les praticiens d'un culte des sorcières ; Gardner allègue plus tard que le livre contient des allusions aux pratiques rituelles du coven des sorcières païennes de New Forest qui l'ont initié dans leurs rangs en 1939,. Gardner croit à tort que Montalban « prétend être une sorcière ; mais elle a tout [sic] faux » bien qu'il lui attribue « une vive imagination ». Bien qu'elle semble initialement favorable à Gardner, au milieu des années 1960, elle lui devient hostile et sa tradition gardnérienne, le considérant comme « un 'viel homme sale' et un pervers sexuel »,. Elle exprime également de l'hostilité pour un autre paganiste de l'époque, Charles Cardell, bien qu'elle devienne amie dans les années 1960 avec deux membres proéminants du xandrianisme, Alexander Sanders et sa femme, Maxine Sanders, qui adoptent certaines de ses pratiques angéliques lucifériennes. Elle méprise personnellement qu'on la qualifie de « sorcière » et est particulièrement en colère lorsque le magazine ésotérique Man, Myth and Magic la surnomme « La sorcière de Saint-Gilles », un quartier du centre de Londres qu'elle habitera plus tard.
Dans son livre de 1977 Nightside of Eden, le Thelemite Kenneth Grant, alors chef de l'OTO Typhonian, raconte une histoire dans laquelle il affirme que lui et Gardner accomplissent des rituels dans l'appartement de St. Giles d'une « Mme South », probablement une référence à Montalban, qui utilise souvent le pseudonyme de « Mme Nord ». La véracité des affirmations de Grant est examinée à la fois par Doreen Valiente et Julia Philips, qui soulignent plusieurs affirmations incorrectes dans son récit,.

### Predictionet l'Ordre de l'Étoile du Matin: 1952-1964
À partir d'août 1953, Montalban cesse de travailler pour London Life et publie son travail dans le magazine Prediction, l'une des publications à thème ésotérique les plus vendues du pays. Commençant par une série sur les utilisations du tarot, en mai 1960, elle est employée pour produire une chronique astrologique régulière pour le magazine. Complétant ces efforts ésotériques, elle écrit une série de nouvelles romantiques destinées à être publiées dans des magazines. Tout au long des années 1950, elle publie une série de brochures sous différents pseudonymes consacrées à l'astrologie ; dans un cas, elle publie le même livret sous deux titres et noms distincts, comme Your Stars and Love de Madeline Montalban et Love and the Stars de Madeline Alvarez. Elle n'a jamais écrit de livres, préférant les livrets et les articles plus courts comme moyen de propager ses opinions, et critique les livres qui enseignent au lecteur comment réaliser ses propres horoscopes, estimant qu'ils mettent les astrologues professionnels en faillite.

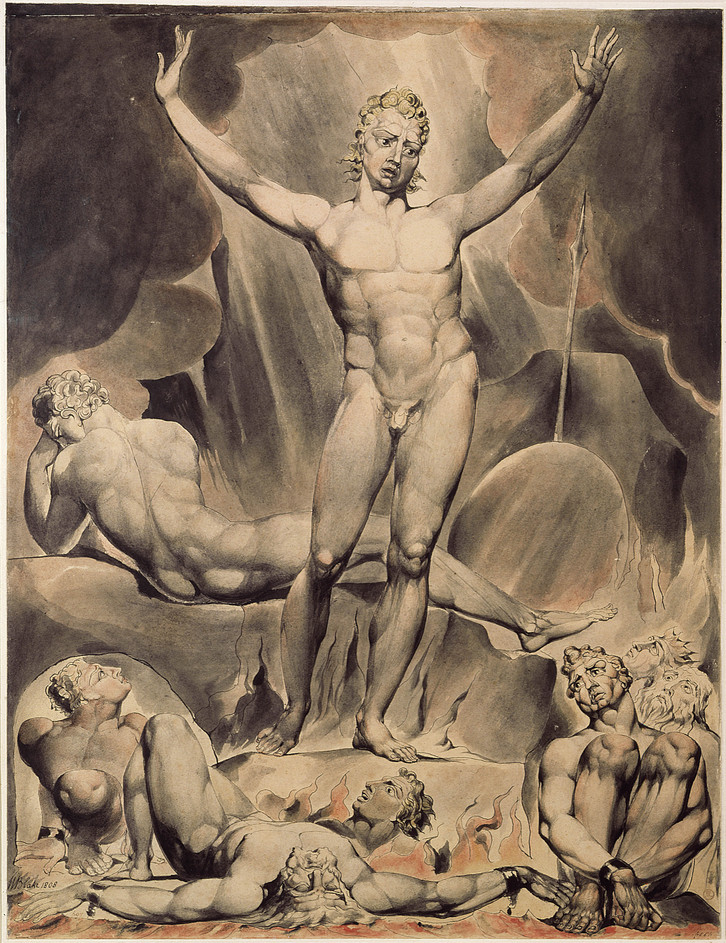
Montalban considère Lucifer représenté ici par William Blakecomme une divinité bienveillante qui aide l'humanité depuis l'Antiquité.

En 1952, elle rencontre Nicholas Heron, avec qui elle noue une relation. Graveur, photographe et ancien journaliste du Brighton Argus, il partage son intérêt pour l'occultisme et, ensemble, ils développent un système magique basé sur le luciférisme, la vénération de la divinité Lucifer, ou Lumiel, qu'ils considèrent comme une divinité angélique bienveillante. En 1956, ils fondent l'Ordre de l'Étoile du Matin, ou Ordo Stella Matutina (OSM), en le propageant par le biais d'un cours par correspondance. Le couple envoie des leçons à ceux qui payent les frais nécessaires pendant une série de semaines, menant finalement à la douzième leçon, qui contient The Book of Lumiel, un court ouvrage écrit par Montalban qui documente sa compréhension de Lumiel, ou Lucifer, et de son implication avec l’humanité. Le couple vit d'abord ensemble à Torrington Place, à Londres, d'où ils dirigent le cours, mais en 1961, ils déménagent dans la ville côtière de Southsea dans l'Essex, où il y a plus de place pour l'équipement de gravure de Heron.
Elle encourage les membres de sa formation OMS à venir la rencontrer et développe des amitiés avec un certain nombre d'entre eux, brouillant la distinction entre enseignant et élève. Les réunions des membres de l'OMS sont informelles et rarement rituelles, la majorité des rites de l'organisation exigeant un travail solitaire. Selon les membres ultérieurs de son Ordre, la base de Montalban est l'hermétisme, bien qu'elle soit fortement influencée par les grimoires médiévaux et modernes comme la Picatrix, le Corpus Hermeticum, l'Heptaméron de Pietro d'Abano, le Clavicula Salomonis, Le livre d'Abramelin le Mage, et les Trois Livres de la Philosophie Occulte (en) de Cornelius Agrippa,. Contrairement aux fondateurs de plusieurs organisations de magie cérémonielle plus anciennes, telles que l'Ordre Hermétique de l'Aube Dorée ou la Fraternité de la Lumière Intérieure, elle ne revendique aucune autorité de la part d'êtres spirituels supérieurs tels que les Maîtres Ascensionnés ou les Chefs Secrets. Elle croit que la religion luciférienne a son origine parmi le peuple chaldéen de l'ancienne Babylone au Moyen-Orient et pense que dans une vie antérieure, les membres de l'OMS ont été « des initiés du sacerdoce babylonien et égyptien antique » d'où ils se connaissent à l’origine. Elle se considère comme la réincarnation du roi Richard III et est membre de la Société Richard III ; à une occasion, elle visite le site de la mort de Richard à la bataille de Bosworth avec d'autres membres de l'OMS, portant une armure. En mars 1964, Montalban rompt sa relation avec Heron et retourne à Londres.

### Dernières années: 1964-1982
De 1964 à 1966, elle vit dans un appartement au 8 Holly Hill, Hampstead, qui appartient au mari de l'une de ses étudiantes à l'OMS, l'exilé letton et poète Velta Snikere. Après avoir quitté Holly Hill, Montalban déménage dans un appartement dans les Queen Alexandra Mansions au 3 Grape Street dans le quartier St. Giles de Holborn. Ici, elle se trouve à proximité immédiate des deux principales librairies qui s'adressent alors aux intérêts occultes, Atlantis Bookshop et Watkins Bookshop, ainsi que du British Museum. Elle offre une des chambres de son appartement à un jeune astrologue et musicien, Rick Hayward, qu'elle rencontre à l'été 1967 ; il rejoint l'OMS et, au cours des derniers mois de la vie de Montalban, rédige ses prévisions astrologiques pour Prediction. Après sa mort, il continue à publier des prophéties astrologiques dans Prediction et Prediction Annual jusqu'à l'été 2012.
En 1967, Michael Howard, un jeune homme intéressé par la sorcellerie et l'occulte, écrit à Montalban après avoir lu un de ses articles dans Prediction ; elle l'invite à lui rendre visite chez elle. Les deux deviennent amis, Montalban croyant qu'elle peutt voir la « Marque de Caïn » dans son aura. Elle l'invite à devenir étudiant à l'ONS, ce qu'il fait,. Au cours de l'année suivante, il passe une grande partie de son temps avec elle et, en 1968, ils entreprennent ce qu'elle appelle une « tournée magique et mystérieuse » dans le West Country, visitant Stonehenge, Boscastle et Tintagel. En 1969, il est initié à la Wicca Gardnerienne, ce qu'elle désapprouve, et leur amitié connait ensuite « une période orageuse », le couple suivant « [leurs] propres chemins pendant plusieurs années ».
Fumeuse depuis toujours, Montalban développe un cancer du poumon, provoquant sa mort le 11 janvier 1982,. Le rôle de régler ses affaires financières incombe à son amie, Pat Arthy, qui découvre que malgré son accent sur l'acquisition magique de la richesse matérielle, elle ne possède aucune propriété et que sa succession vaut moins de 10 000 £. Les droits d'auteur de ses écrits échouent à sa fille, Rosanna, qui confie la direction de l'OMS à deux des initiés de Montalban, le couple marié Jo Sheridan et Alfred Douglas, qui sont autorisés comme éditeurs exclusifs de son cours par correspondance. Sheridan — de son vrai nom Patricia Douglas — ouvre un centre de thérapie alternative à Islington, au nord de Londres, dans les années 1980, avant de prendre sa retraite à Rye, dans le Sussex de l'Est en 2002, d'où elle continue à diriger le cours par correspondance de l'OMS jusqu'à sa mort en 2011.

## Vie personnelle et croyances magico-religieuses
Selon sa biographe Julia Philips, Montalban est décrite par ses étudiants en magie comme « orageuse, généreuse, pleine d'humour, exigeante, gentille, capricieuse, talentueuse, volatile, égoïste, de bon cœur [et] dramatique ». Philips note qu'elle est une femme qui fait une « impression définitive » chez tous ceux qu'elle rencontre, mais qui peut également être assez timide et détester être interviewée autrement que dans la presse. Philips affirme que Montalban a une « personnalité changeante » et peut être gentille et généreuse à un moment donné et se mettre en colère le lendemain. Plusieurs de ses amis notenté qu'elle est prude en matière de sexualité, et son amie Maxine Sanders déclare que même en tant que dame âgée, Montalban se vante de ne prendre que des hommes de moins de vingt-cinq ans comme amants. Elle prend un grand plaisir à provoquer des disputes, notamment dans les couple amoureux.
Se décrivant comme une « païenne », la foi personnelle de Montalban est luciférienne, tournant autour de la vénération de Lucifer, ou Lumiel, qu'elle considère comme un être angélique bienveillant qui a aidé au développement de l'humanité. Au sein de son Ordre, elle souligne que ses disciples découvrent leur propre relation personnelle avec les êtres angéliques, dont Lumiel. Montalban considère l'astrologie comme un élément central de sa vision religieuse du monde et soutient toujours qu'on ne peut être un bon magicien que si l'on maîtrise l'astrologie. Son cours par correspondance porte sur les sept corps planétaires connus dans le monde antique et les êtres angéliques qu'elle leur associe : Michel (Soleil), Gabriel (Lune), Samaël (Mars), Raphaël (Mercure), Sachiel (Jupiter), Haniel (Vénus) et Cassiel (Saturne). Chacun de ces êtres est à son tour associé à certains jours, heures, minéraux, plantes et animaux, chacun pouvant être utilisé dans la création de talismans invoquant le pouvoir angélique. Montalban n'aime pas l'utilisation théâtrale d'accessoires et de rites dans la magie cérémonielle, comme celle exécutée par l'Ordre Hermétique de l'Aube Dorée, préférant une utilisation plus simpliste du rituel,.

## Héritage
The Triumph of the Moon (en), une histoire de la Wicca de 1999 par l'historien de l'université de Bristol Ronald Hutton, note que Montalban est « l'une des occultistes les plus éminentes d'Angleterre »du xxe siècle. Michael Howard fait référence aux enseignements de Montalban dans The Book of Fallen Angels, une étude de 2004 sur la mythologie luciférienne, qui, selon le spécialiste des sciences des religions Fredrik Gregorius, joue un « [rôle] important dans la poursuite de l'intérêt » pour les idées de Montalban.
En 2012, Neptune Press — la branche d'édition de la librairie Atlantis de Bloomsbury — publie la biographie Madeline Montalban : The Magus of St Giles, écrite par la wiccane anglo-australienne Julia Philips. Philips écrit que pendant une grande partie du projet, elle a eu du mal à séparer la réalité de la fiction en ce qui concerne la vie de Montalban, mais qu'elle a néanmoins pu rassembler un récit biographique, quoique incomplet, de « l'un des véritables grands personnages de l'histoire de l'occultisme anglais ».